# Marius Wolf
Pour les articles homonymes, voir Wolf.
Marius Wolf, né le 27 mai 1995 à Cobourg (Allemagne), est un footballeur international allemand qui évolue au poste d'arrière droit au FC Augsbourg.

## Biographie

### Carrière en club

#### TSV 1860 Munich (2014-2016)
Il joue son premier match de 2. Bundesliga et aussi son premier avec la première équipe du TSV 1860 Munich le 26 octobre 2014 contre l'Eintracht Brunswick en remplaçant Valdet Rama à la 72e minute de jeu (défaite 2-1 à l'Allianz Arena).
Le 21 février 2015, Marius Wolf marque son premier but professionnel face au FC Sankt Pauli (victoire 2-1 à domicile). Ils tout de même été sur le banc jusqu'à la 58e minute de jeu, avant de rentrer en jeu à la place de Krisztián Simon et de marquer le but. Ce match entrait dans le cadre du championnat allemand D2.

#### Hannover 96 (2016-2018)
Le 8 janvier 2016, l'Allemand rejoint le Hannovre 96.

##### Prêté à l'Eintracht Francfort (2017-2018)
Le 31 janvier 2017, il est prêté à l'Eintracht Francfort.
En janvier 2018, les Francfortois décident de garder le jeune allemand et de l'acheter définitivement du Hannover 96. Le transaction sera faite le 1er juillet 2018.
Le 19 mai 2018, il remporte avec l’Eintracht Francfort son premier titre en professionnel, la Coupe d'Allemagne 2017-2018, face au champion d'Allemagne le Bayern Munich, sur le score de 3 buts à 1.

#### Borussia Dortmund (2018-2024)
C’est cependant le 28 mai 2018 qu’une transaction fut aboutie entre l’Eintracht Francfort et le Borussia Dortmund, pour un montant de 5 millions d’euros, ainsi qu’un contrat courant jusqu’au 30 juillet 2023, .

### Carrière en sélection
Le 3 septembre 2015, il est convoqué avec l'équipe d'Allemagne espoirs pour disputer un match amical contre le Danemark (victoire 2-1 au Stadion Lohmühle).
Il joue son premier match avec les moins de 20 ans le 12 novembre 2015 face à l'Italie (défaite 2-0 au Stadion an der Bremer Brücke). Ce match entre dans le cadre du tournoi des quatre nations des moins de 20 ans.

## Statistiques
| Saison                | Club                       | Championnat           | Championnat | Championnat | Coupe(s) nationale(s) | Coupe(s) nationale(s) | Supercoupe | Supercoupe | Compétition(s) continentale(s) | Compétition(s) continentale(s) | Compétition(s) continentale(s) | Total | Total |
| Saison                | Club                       | Division              | M.          | B.          | M.                    | B.                    | M.         | B.         | Comp.                          | M.                             | B.                             | M.    | B.    |
| 2014-2015             | TSV 1860 Munich            | 2. Bundesliga         | 23          | 2           | 1                     | 0                     | -          | -          | -                              | -                              | -                              | 24    | 2     |
| 2015-2016             | TSV 1860 Munich            | 2. Bundesliga         | 16          | 3           | 1                     | 0                     | -          | -          | -                              | -                              | -                              | 17    | 3     |
| Sous-total            | Sous-total                 | Sous-total            | 39          | 5           | 2                     | 0                     | -          | -          | -                              | -                              | -                              | 41    | 5     |
| 2015-2016             | Hanovre 96                 | 1. Bundesliga         | 2           | 0           | -                     | -                     | -          | -          | -                              | -                              | -                              | 2     | 0     |
| 2016-2017             | Eintracht Francfort (prêt) | 1. Bundesliga         | 3           | 0           | 1                     | 0                     | -          | -          | -                              | -                              | -                              | 4     | 0     |
| 2017-2018             | Eintracht Francfort (prêt) | 1. Bundesliga         | 28          | 5           | 6                     | 1                     | -          | -          | -                              | -                              | -                              | 34    | 6     |
| Sous-total            | Sous-total                 | Sous-total            | 31          | 5           | 7                     | 1                     | -          | -          | -                              | -                              | -                              | 38    | 6     |
| 2018-2019             | Borussia Dortmund          | 1. Bundesliga         | 16          | 1           | 2                     | 0                     | -          | -          | C1                             | 4                              | 0                              | 22    | 1     |
| 2019-2020             | Borussia Dortmund          | 1. Bundesliga         | -           | -           | -                     | -                     | 1          | 0          | C1                             | -                              | -                              | 1     | 0     |
| 2021-2022             | Borussia Dortmund          | 1. Bundesliga         | 27          | 3           | 1                     | 0                     | 1          | 0          | C1                             | 5                              | 0                              | 34    | 3     |
| 2022-2023             | Borussia Dortmund          | 1. Bundesliga         | 25          | 1           | 3                     | 0                     | -          | -          | C1                             | 4                              | 0                              | 32    | 1     |
| 2023-2024             | Borussia Dortmund          | 1. Bundesliga         | 22          | 0           | 2                     | 0                     | -          | -          | C1                             | 5                              | 0                              | 29    | 0     |
| Sous-total            | Sous-total                 | Sous-total            | 90          | 5           | 8                     | 0                     | 2          | 0          | -                              | 18                             | 0                              | 118   | 5     |
| 2019-2020             | Hertha Berlin (prêt)       | 1. Bundesliga         | 21          | 1           | 2                     | 0                     | -          | -          | -                              | -                              | -                              | 23    | 1     |
| 2020-2021             | FC Cologne (prêt)          | 1. Bundesliga         | 31+2        | 2+0         | 2                     | 0                     | -          | -          | -                              | -                              | -                              | 35    | 2     |
| Total sur la carrière | Total sur la carrière      | Total sur la carrière | 216         | 18          | 21                    | 1                     | 2          | 0          | -                              | 18                             | 0                              | 257   | 19    |

## Palmarès
|  | Eintracht Francfort - Coupe d'Allemagne (1) : - Vainqueur : 2018 |  | Borussia Dortmund - Bundesliga - Vice-champion : 2019 - Supercoupe d'Allemagne (1) : - Vainqueur : 2019 - Finaliste : 2021 |